# بيتر دونكان
بيتر دونكان (بالإنجليزية: Peter Duncan)‏ (1 يناير 1898 في المملكة المتحدة - 8 أبريل 1974) هو لاعب كرة قدم بريطاني (وحمل سابقاً جنسية المملكة المتحدة لبريطانيا العظمى وأيرلندا) في مركز مهاجم داخلي. لعب مع نادي برينتفورد.